# Google Baraza
Google问答是Google推出的问答服务，由谷歌中国团队独立研发，是“Commnunity社区”系列产品之一。
2007年，Google在俄罗斯网站上已推出俄语的问答服务，其外观与谷歌问答几乎一样，亦由谷歌中国团队开发，而数据库与中文版问答相通。
该服务于2010年7月27日上线，从页面设计来看，谷歌问答与天涯问答 （页面存档备份，存于）非常的相似。就在谷歌問答在香港站點推出前一星期，谷歌宣佈結束了與天涯社區的合作關係。现在，谷歌问答可以使用Google帐户登录。
Google现已推出了英文版问答服务，名Google Baraza（页面存档备份，存于）。

## 中国大陆封锁
2010年7月30日，Google问答（中国版）被防火长城利用关键词过滤重置连接的方法屏蔽，在中国大陆境内的用户无法直接访问。防火长城屏蔽的关键字是“.google.com.hk/wenda”。